# Quilly (Loire-Atlantique)
Quilly (bretonisch: Killig; Gallo: Qilic) ist eine französische Gemeinde mit 1.541 Einwohnern (Stand: 1. Januar 2022) im Département Loire-Atlantique in der Region Pays de la Loire. Sie gehört zum Arrondissement Saint-Nazaire und zum Kanton Blain. Die Einwohner werden Quillysiens genannt.

## Geographie
Quilly liegt rund 40 Kilometer nordwestlich von Nantes. Nachbargemeinden von Quilly sind Guenrouet im Norden, Bouvron im Osten und Südosten, Campbon im Süden sowie Sainte-Anne-sur-Brivet im Westen und Südwesten.

## Bevölkerungsentwicklung
| 1962                       | 1968 | 1975 | 1982 | 1990 | 1999 | 2006 | 2017 |
| -------------------------- | ---- | ---- | ---- | ---- | ---- | ---- | ---- |
| 864                        | 837  | 781  | 793  | 859  | 905  | 1154 | 1380 |
| Quellen: Cassini und INSEE |      |      |      |      |      |      |      |

## Sehenswürdigkeiten

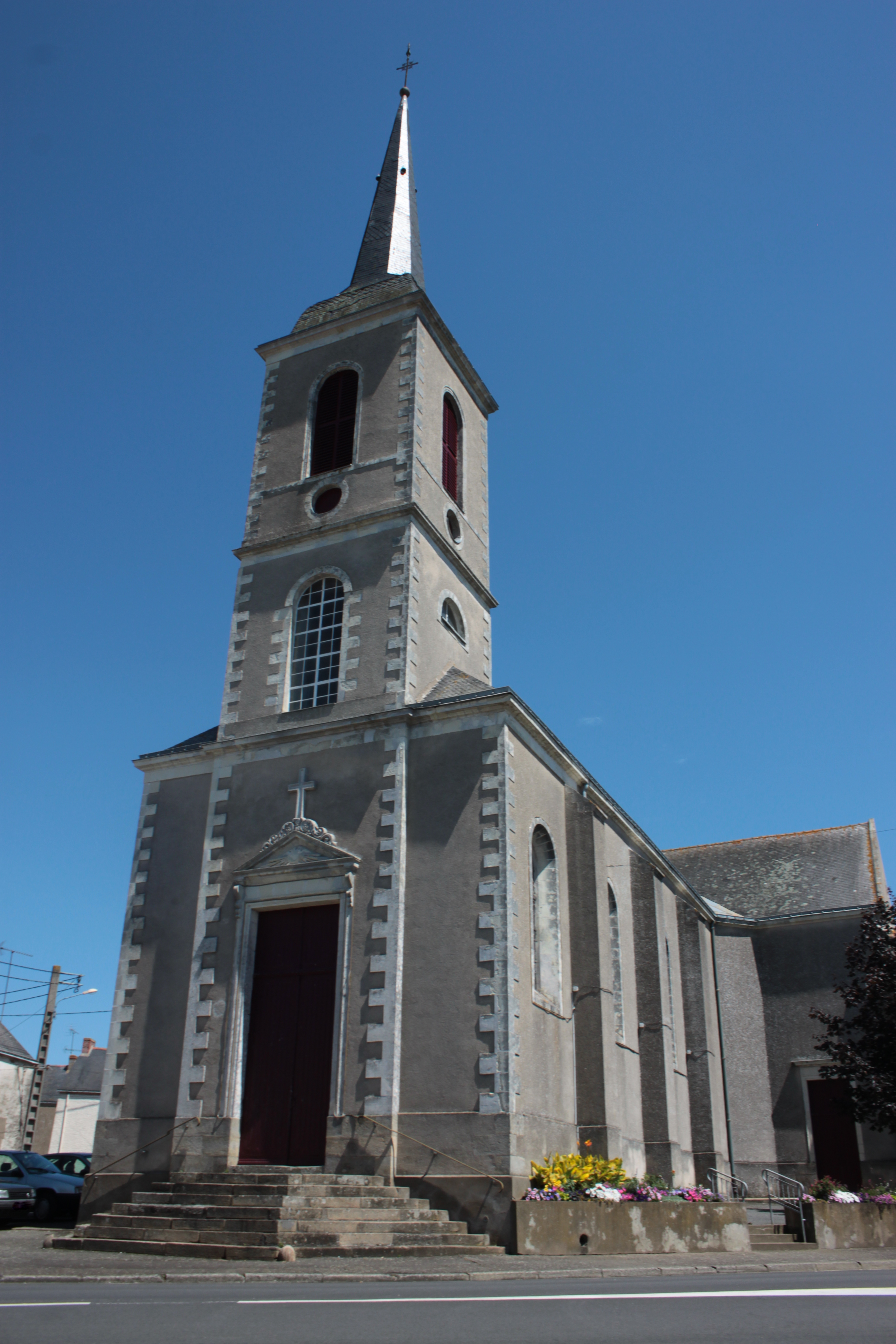
Kirche Saint-Solesme
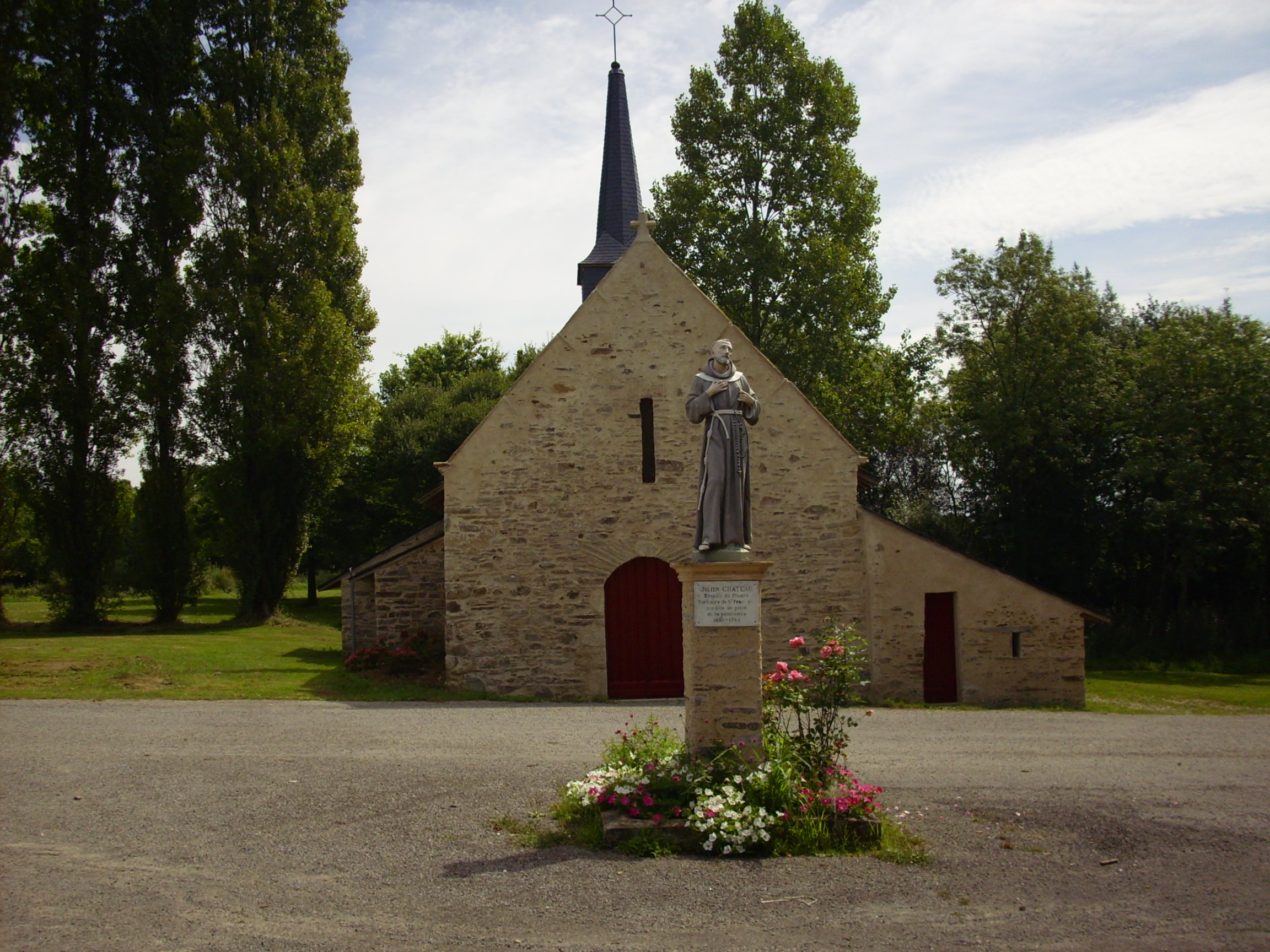
Kapelle von Planté

- Kirche Saint-Solesme
- Kapelle von Planté